# Équipe du Portugal de football au Championnat d'Europe 2024
Cet article relate le parcours de l’équipe du Portugal de football lors du Championnat d'Europe de football 2024 qui a lieu du 14 juin au 14 juillet 2024 en Allemagne.

## Qualifications
Le 9 janvier 2023, Roberto Martínez a été nommé sélectionneur du Portugal, en remplacement de Fernando Santos. Le Portugal a été versé dans le Groupe J des qualifications pour l'UEFA Euro 2024 avec la Bosnie-Herzégovine, l'Islande, le Liechtenstein, le Luxembourg et la Slovaquie. Le premier match de Martinez a eu lieu le 23 mars avec une victoire 4-0 à domicile contre le Liechtenstein à l'Estádio José Alvalade XXI dans le cadre des éliminatoires de l'UEFA Euro 2024. Au même stade, le 11 septembre, le Portugal a enregistré sa plus grande victoire dans l'histoire internationale en battant le Luxembourg 9-0 à domicile. Le Portugal a été l'une des premières équipes européennes à se qualifier pour l'UEFA Euro 2024 après sa victoire 3-2 contre la Slovaquie, marquant la qualification la plus rapide du Portugal pour un tournoi majeur dans son histoire. Le match suivant, le 16 octobre, le Portugal s'est assuré la première place de son groupe, après une victoire 5-0 à l'extérieur contre la Bosnie-Herzégovine. Après une victoire 2-0 à domicile contre l'Islande, Martinez a mené le Portugal à une campagne de qualification parfaite, dépassant le record du plus grand nombre de buts marqués et du moins grand nombre de buts contre dans une campagne de qualification dans l'histoire du Portugal, avec un record de 36 buts marqués et seulement 2 buts encaissés, en gardant 9 clean sheets, dans le processus. Le Portugal est également devenu l'une des équipes nationales d'Europe à remporter tous ses matches de qualification pour le Championnat d'Europe de l'UEFA, avec 10 victoires en 10 matches, une première dans l'histoire internationale du Portugal.
| Rang | Équipe             | Pts | J  | G  | N | P  | Bp | Bc | Diff |  | Résultats (▼ dom., ► ext.) |     |     |     |     |     |     |
| ---- | ------------------ | --- | -- | -- | - | -- | -- | -- | ---- |  | -------------------------- | --- | --- | --- | --- | --- | --- |
| 1    | Portugal           | 30  | 10 | 10 | 0 | 0  | 36 | 2  | +34  |  | Portugal                   |     | 3-2 | 9-0 | 2-0 | 3-0 | 4-0 |
| 2    | Slovaquie          | 22  | 10 | 7  | 1 | 2  | 17 | 8  | +9   |  | Slovaquie                  | 0-1 |     | 0-0 | 4-2 | 2-0 | 3-0 |
| 3    | Luxembourg         | 17  | 10 | 5  | 2 | 3  | 13 | 19 | -6   |  | Luxembourg                 | 0-6 | 0-1 |     | 3-1 | 4-1 | 2-0 |
| 4    | Islande            | 10  | 10 | 3  | 1 | 6  | 17 | 16 | +1   |  | Islande                    | 0-1 | 1-2 | 1-1 |     | 1-0 | 4-0 |
| 5    | Bosnie-Herzégovine | 9   | 10 | 3  | 0 | 7  | 9  | 20 | -11  |  | Bosnie-Herzégovine         | 0-5 | 1-2 | 0-2 | 3-0 |     | 2-1 |
| 6    | Liechtenstein      | 0   | 10 | 0  | 0 | 10 | 1  | 28 | -27  |  | Liechtenstein              | 0-2 | 0-1 | 0-1 | 0-7 | 0-2 |     |

- Sélection directement qualifiée pour l'Euro 2024

## Matchs de préparation
| 21 mars 2024                      | Portugal                                                     | 5 - 2   | Suède                      | | |
| 20h45 · Historique des rencontres | Leão 24e · Nunes 33e · Fernandes 45e · Bruma 57e · Ramos 61e | (3 - 0) | 58e Gyökeres · 90e Nilsson | Estádio D. Afonso Henriques, Guimarães Spectateurs : 27 532 Arbitrage : Ricardo de Burgos Bengoetxea | Estádio D. Afonso Henriques, Guimarães Spectateurs : 27 532 Arbitrage : Ricardo de Burgos Bengoetxea |
| 20h45 · Historique des rencontres | Rapport                                                      |         |                            | Estádio D. Afonso Henriques, Guimarães Spectateurs : 27 532 Arbitrage : Ricardo de Burgos Bengoetxea | Estádio D. Afonso Henriques, Guimarães Spectateurs : 27 532 Arbitrage : Ricardo de Burgos Bengoetxea |

| 26 mars 2024                      | Slovénie                      | 2 - 0   | Portugal |                                                                          |                                                                          |
| 20h45 · Historique des rencontres | Gnezda Čerin 72e · Elšnik 80e | (0 - 0) |          | Stadion Stožice, Ljubljana Spectateurs : 16 432 Arbitrage : Irfan Peljto | Stadion Stožice, Ljubljana Spectateurs : 16 432 Arbitrage : Irfan Peljto |
| 20h45 · Historique des rencontres | Rapport                       |         |          | Stadion Stožice, Ljubljana Spectateurs : 16 432 Arbitrage : Irfan Peljto | Stadion Stožice, Ljubljana Spectateurs : 16 432 Arbitrage : Irfan Peljto |

| 4 juin 2024                       | Portugal                                         | 4 - 2   | Finlande      |                                                                                                |                                                                                                |
| 20h45 · Historique des rencontres | Dias 17e · Jota 45+4e (pen.) · Fernandes 55e 84e | (2 - 0) | 72e 77e Pukki | Estádio José Alvalade XXI, Lisbonne Spectateurs : 43 125 Arbitrage : Christian-Petru Ciochirca | Estádio José Alvalade XXI, Lisbonne Spectateurs : 43 125 Arbitrage : Christian-Petru Ciochirca |
| 20h45 · Historique des rencontres | Rapport                                          |         |               | Estádio José Alvalade XXI, Lisbonne Spectateurs : 43 125 Arbitrage : Christian-Petru Ciochirca | Estádio José Alvalade XXI, Lisbonne Spectateurs : 43 125 Arbitrage : Christian-Petru Ciochirca |

| 8 juin 2024                       | Portugal | 1 - 2   | Croatie                        |                                                           |                                                           |
| 18h45 · Historique des rencontres | Jota 48e | (0 - 1) | 8e (pen.) Modrić · 56e Budimir | Estádio Nacional do Jamor, Oeiras Arbitrage : Harm Osmers | Estádio Nacional do Jamor, Oeiras Arbitrage : Harm Osmers |
| 18h45 · Historique des rencontres | Rapport  |         |                                | Estádio Nacional do Jamor, Oeiras Arbitrage : Harm Osmers | Estádio Nacional do Jamor, Oeiras Arbitrage : Harm Osmers |

| 11 juin 2024                      | Portugal                    | 3 - 0   | République d'Irlande |                                                                |                                                                |
| 20h45 · Historique des rencontres | Félix 18e · Ronaldo 50e 60e | (1 - 0) |                      | Estádio Municipal de Aveiro, Aveiro Arbitrage : Chris Kavanagh | Estádio Municipal de Aveiro, Aveiro Arbitrage : Chris Kavanagh |
| 20h45 · Historique des rencontres | Rapport                     |         |                      | Estádio Municipal de Aveiro, Aveiro Arbitrage : Chris Kavanagh | Estádio Municipal de Aveiro, Aveiro Arbitrage : Chris Kavanagh |

## Phase finale
Le camp de base du Portugal se situe dans la ville de Harsewinkel, en Rhénanie-du-Nord-Westphalie.

### Effectif
NB : Les âges et les sélections sont calculés au début de l'Euro 2024, le 14 juin 2024.

### Premier tour
| v · m | Équipe   | Pts | J | G | N | P | Bp | Bc | Diff |
| ----- | -------- | --- | - | - | - | - | -- | -- | ---- |
| 1     | Portugal | 6   | 3 | 2 | 0 | 1 | 5  | 3  | +2   |
| 2     | Turquie  | 6   | 3 | 2 | 0 | 1 | 5  | 5  | 0    |
| 3     | Géorgie  | 4   | 3 | 1 | 1 | 1 | 4  | 4  | 0    |
| 4     | Tchéquie | 1   | 3 | 0 | 1 | 2 | 3  | 5  | -2   |

| Match 12                | Portugal                           | 2 - 1   | Tchéquie             | Stade de Leipzig, Leipzig                                                             |                                                                                       |
| 18 juin 2024 21h00 CEST | Hranáč 69e (csc) · Conceição 90+2e | (0 - 0) | 62e Provod ( Coufal) | Spectateurs : 38 421 Arbitrage : Marco Guida (en) Arbitre vidéo : Massimiliano Irrati | Spectateurs : 38 421 Arbitrage : Marco Guida (en) Arbitre vidéo : Massimiliano Irrati |
| 18 juin 2024 21h00 CEST | Leão 39e · Conceição 90+3e         | Rapport | 57e Schick           | Spectateurs : 38 421 Arbitrage : Marco Guida (en) Arbitre vidéo : Massimiliano Irrati | Spectateurs : 38 421 Arbitrage : Marco Guida (en) Arbitre vidéo : Massimiliano Irrati |

| Match 23                | Turquie                                | 0 - 3   | Portugal                                                 | BVB Stadion Dortmund, Dortmund                                                |                                                                               |
| 22 juin 2024 18h00 CEST |                                        | (0 - 2) | 21e Silva · 28e (csc) Akaydin · 56e Fernandes ( Ronaldo) | Spectateurs : 61 047 Arbitrage : Felix Zwayer Arbitre vidéo : Bastian Dankert | Spectateurs : 61 047 Arbitrage : Felix Zwayer Arbitre vidéo : Bastian Dankert |
| 22 juin 2024 18h00 CEST | Bardakcı 25e · Akaydin 42e · Çelik 42e | Rapport | 39e Leão · 45e Palhinha                                  | Spectateurs : 61 047 Arbitrage : Felix Zwayer Arbitre vidéo : Bastian Dankert | Spectateurs : 61 047 Arbitrage : Felix Zwayer Arbitre vidéo : Bastian Dankert |

| Match 35                | Géorgie                                                | 2 - 0   | Portugal                           | Arena AufSchalke, Gelsenkirchen                                            |                                                                            |
| 26 juin 2024 21h00 CEST | ( Mikautadze) Kvaratskhelia 2e · Mikautadze 57e (pen.) | (1 - 0) |                                    | Spectateurs : 49 616 Arbitrage : Sandro Schärer Arbitre vidéo : Fedayi San | Spectateurs : 49 616 Arbitrage : Sandro Schärer Arbitre vidéo : Fedayi San |
| 26 juin 2024 21h00 CEST | Mekvabishvili 85e                                      | Rapport | 28e Ronaldo · 44e Neto · 53e Neves | Spectateurs : 49 616 Arbitrage : Sandro Schärer Arbitre vidéo : Fedayi San | Spectateurs : 49 616 Arbitrage : Sandro Schärer Arbitre vidéo : Fedayi San |

### Huitièmes de finale
| Match 41                     | Portugal                    | 0 - 0 a. p.           | Slovénie                                                                         | Frankfurt Arena, Francfort-sur-le-Main                                              |                                                                                     |
| 1er juillet 2024 21 h 0 CEST |                             | (0 - 0, 0 - 0, 0 - 0) |                                                                                  | Spectateurs : 46 576 Arbitrage : Daniele Orsato Arbitre vidéo : Massimiliano Irrati | Spectateurs : 46 576 Arbitrage : Daniele Orsato Arbitre vidéo : Massimiliano Irrati |
| 1er juillet 2024 21 h 0 CEST | Cancelo 107e                | Rapport               | 32e Drkušić · 37e Karničnik · 101e Stanković · 106e Bijol · 107e Balkovec (en) · | Spectateurs : 46 576 Arbitrage : Daniele Orsato Arbitre vidéo : Massimiliano Irrati | Spectateurs : 46 576 Arbitrage : Daniele Orsato Arbitre vidéo : Massimiliano Irrati |
| 1er juillet 2024 21 h 0 CEST | Ronaldo · Fernandes · Silva | Tirs au but 3 - 0     | Iličić · Balkovec (en) · Verbič                                                  | Spectateurs : 46 576 Arbitrage : Daniele Orsato Arbitre vidéo : Massimiliano Irrati | Spectateurs : 46 576 Arbitrage : Daniele Orsato Arbitre vidéo : Massimiliano Irrati |

### Quarts de finale
| Match 46                   | Portugal | - | France | Volksparkstadion, Hambourg  |                             |
| 5 juillet 2024 21 h 0 CEST |          |   |        | Arbitrage : Arbitre vidéo : | Arbitrage : Arbitre vidéo : |
| 5 juillet 2024 21 h 0 CEST | Rapport  |   |        | Arbitrage : Arbitre vidéo : | Arbitrage : Arbitre vidéo : |

## Statistiques

### Temps de jeu
| N°         | Joueurs             |          |          |          |          | TT       | But inscrit | Passe décisive | MJ       | MT       | Légende |
| ---------- | ------------------- | -------- | -------- | -------- | -------- | -------- | ----------- | -------------- | -------- | -------- | --- |
| Gardiens   | Gardiens            | Gardiens | Gardiens | Gardiens | Gardiens | Gardiens | Gardiens    | Gardiens       | Gardiens | Gardiens | Abréviations et symboles : TT : Total de minutes jouées MJ : Nombre de matchs joués MT : Matchs joués en tant que titulaire : but : passe décisive : joueur entré : joueur remplacé : capitaine : carton jaune : carton rouge |
| 1          | Rui Patrício        | -        | -        | -        | -        | -        | -           | -              | -        | -        | Abréviations et symboles : TT : Total de minutes jouées MJ : Nombre de matchs joués MT : Matchs joués en tant que titulaire : but : passe décisive : joueur entré : joueur remplacé : capitaine : carton jaune : carton rouge |
| 12         | José Sá             | -        | -        | -        | -        | -        | -           | -              | -        | -        | Abréviations et symboles : TT : Total de minutes jouées MJ : Nombre de matchs joués MT : Matchs joués en tant que titulaire : but : passe décisive : joueur entré : joueur remplacé : capitaine : carton jaune : carton rouge |
| 22         | Diogo Costa         | 90       | 90       | -        | -        | 180      | -           | -              | 2        | 2        | Abréviations et symboles : TT : Total de minutes jouées MJ : Nombre de matchs joués MT : Matchs joués en tant que titulaire : but : passe décisive : joueur entré : joueur remplacé : capitaine : carton jaune : carton rouge |
| Défenseurs |                     |          |          |          |          |          |             |                |          |          | Abréviations et symboles : TT : Total de minutes jouées MJ : Nombre de matchs joués MT : Matchs joués en tant que titulaire : but : passe décisive : joueur entré : joueur remplacé : capitaine : carton jaune : carton rouge |
| 2          | Nélson Semedo       | 90       | 68       | -        | -        | 27       | -           | -              | 2        | 0        | Abréviations et symboles : TT : Total de minutes jouées MJ : Nombre de matchs joués MT : Matchs joués en tant que titulaire : but : passe décisive : joueur entré : joueur remplacé : capitaine : carton jaune : carton rouge |
| 3          | Pepe                | 90       | 83       | -        | -        | 173      | -           | -              | 2        | 2        | Abréviations et symboles : TT : Total de minutes jouées MJ : Nombre de matchs joués MT : Matchs joués en tant que titulaire : but : passe décisive : joueur entré : joueur remplacé : capitaine : carton jaune : carton rouge |
| 4          | Rúben Dias          | 90       | 90       | -        | -        | 180      | -           | -              | 2        | 2        | Abréviations et symboles : TT : Total de minutes jouées MJ : Nombre de matchs joués MT : Matchs joués en tant que titulaire : but : passe décisive : joueur entré : joueur remplacé : capitaine : carton jaune : carton rouge |
| 5          | Diogo Dalot         | 63       | -        | -        | -        | 63       | -           | -              | 1        | 1        | Abréviations et symboles : TT : Total de minutes jouées MJ : Nombre de matchs joués MT : Matchs joués en tant que titulaire : but : passe décisive : joueur entré : joueur remplacé : capitaine : carton jaune : carton rouge |
| 13         | Danilo Pereira      | -        | -        | -        | -        | -        | -           | -              | -        | -        | Abréviations et symboles : TT : Total de minutes jouées MJ : Nombre de matchs joués MT : Matchs joués en tant que titulaire : but : passe décisive : joueur entré : joueur remplacé : capitaine : carton jaune : carton rouge |
| 14         | Gonçalo Inácio      | 63       | -        | -        | -        | 27       | -           | -              | 1        | 0        | Abréviations et symboles : TT : Total de minutes jouées MJ : Nombre de matchs joués MT : Matchs joués en tant que titulaire : but : passe décisive : joueur entré : joueur remplacé : capitaine : carton jaune : carton rouge |
| 19         | Nuno Mendes         | 90       | 90       | -        | -        | 180      | -           | -              | 2        | 2        | Abréviations et symboles : TT : Total de minutes jouées MJ : Nombre de matchs joués MT : Matchs joués en tant que titulaire : but : passe décisive : joueur entré : joueur remplacé : capitaine : carton jaune : carton rouge |
| 20         | João Cancelo        | 90       | 68       | -        | -        | 158      | -           | -              | 2        | 2        | Abréviations et symboles : TT : Total de minutes jouées MJ : Nombre de matchs joués MT : Matchs joués en tant que titulaire : but : passe décisive : joueur entré : joueur remplacé : capitaine : carton jaune : carton rouge |
| 24         | António Silva       | -        | 83       | -        | -        | 7        | -           | -              | 1        | 0        | Abréviations et symboles : TT : Total de minutes jouées MJ : Nombre de matchs joués MT : Matchs joués en tant que titulaire : but : passe décisive : joueur entré : joueur remplacé : capitaine : carton jaune : carton rouge |
| Milieux    |                     |          |          |          |          |          |             |                |          |          | Abréviations et symboles : TT : Total de minutes jouées MJ : Nombre de matchs joués MT : Matchs joués en tant que titulaire : but : passe décisive : joueur entré : joueur remplacé : capitaine : carton jaune : carton rouge |
| 6          | João Palhinha       | -        | 46       | -        | -        | 45       | -           | -              | 1        | 1        | Abréviations et symboles : TT : Total de minutes jouées MJ : Nombre de matchs joués MT : Matchs joués en tant que titulaire : but : passe décisive : joueur entré : joueur remplacé : capitaine : carton jaune : carton rouge |
| 8          | Bruno Fernandes     | 90       | 90 ·     | -        | -        | 180      | 1           | -              | 2        | 2        | Abréviations et symboles : TT : Total de minutes jouées MJ : Nombre de matchs joués MT : Matchs joués en tant que titulaire : but : passe décisive : joueur entré : joueur remplacé : capitaine : carton jaune : carton rouge |
| 10         | Bernardo Silva      | 90       | 90 ·     | -        | -        | 180      | 1           | -              | 2        | 2        | Abréviations et symboles : TT : Total de minutes jouées MJ : Nombre de matchs joués MT : Matchs joués en tant que titulaire : but : passe décisive : joueur entré : joueur remplacé : capitaine : carton jaune : carton rouge |
| 15         | João Neves          | -        | 88       | -        | -        | 2        | -           | -              | 1        | 0        | Abréviations et symboles : TT : Total de minutes jouées MJ : Nombre de matchs joués MT : Matchs joués en tant que titulaire : but : passe décisive : joueur entré : joueur remplacé : capitaine : carton jaune : carton rouge |
| 16         | Matheus Nunes       | -        | -        | -        | -        | -        | -           | -              | -        | -        | Abréviations et symboles : TT : Total de minutes jouées MJ : Nombre de matchs joués MT : Matchs joués en tant que titulaire : but : passe décisive : joueur entré : joueur remplacé : capitaine : carton jaune : carton rouge |
| 18         | Rúben Neves         | -        | 46       | -        | -        | 45       | -           | -              | 1        | 0        | Abréviations et symboles : TT : Total de minutes jouées MJ : Nombre de matchs joués MT : Matchs joués en tant que titulaire : but : passe décisive : joueur entré : joueur remplacé : capitaine : carton jaune : carton rouge |
| 23         | Vitinha             | 90       | 88       | -        | -        | 178      | -           | -              | 2        | 2        | Abréviations et symboles : TT : Total de minutes jouées MJ : Nombre de matchs joués MT : Matchs joués en tant que titulaire : but : passe décisive : joueur entré : joueur remplacé : capitaine : carton jaune : carton rouge |
| Attaquants |                     |          |          |          |          |          |             |                |          |          | Abréviations et symboles : TT : Total de minutes jouées MJ : Nombre de matchs joués MT : Matchs joués en tant que titulaire : but : passe décisive : joueur entré : joueur remplacé : capitaine : carton jaune : carton rouge |
| 7          | Cristiano Ronaldo   | 90       | 90 ·     | -        | -        | 180      | -           | 1              | 2        | 2        | Abréviations et symboles : TT : Total de minutes jouées MJ : Nombre de matchs joués MT : Matchs joués en tant que titulaire : but : passe décisive : joueur entré : joueur remplacé : capitaine : carton jaune : carton rouge |
| 9          | Gonçalo Ramos       | -        | -        | -        | -        | -        | -           | -              | -        | -        | Abréviations et symboles : TT : Total de minutes jouées MJ : Nombre de matchs joués MT : Matchs joués en tant que titulaire : but : passe décisive : joueur entré : joueur remplacé : capitaine : carton jaune : carton rouge |
| 11         | João Félix          | -        | -        | -        | -        | -        | -           | -              | -        | -        | Abréviations et symboles : TT : Total de minutes jouées MJ : Nombre de matchs joués MT : Matchs joués en tant que titulaire : but : passe décisive : joueur entré : joueur remplacé : capitaine : carton jaune : carton rouge |
| 17         | Rafael Leão         | 63       | 46       | -        | -        | 108      | -           | -              | 2        | 2        | Abréviations et symboles : TT : Total de minutes jouées MJ : Nombre de matchs joués MT : Matchs joués en tant que titulaire : but : passe décisive : joueur entré : joueur remplacé : capitaine : carton jaune : carton rouge |
| 21         | Diogo Jota          | 63       | -        | -        | -        | 27       | -           | -              | 1        | 0        | Abréviations et symboles : TT : Total de minutes jouées MJ : Nombre de matchs joués MT : Matchs joués en tant que titulaire : but : passe décisive : joueur entré : joueur remplacé : capitaine : carton jaune : carton rouge |
| 25         | Pedro Neto          | 90       | 46       | -        | -        | 50       | -           | -              | 2        | 0        | Abréviations et symboles : TT : Total de minutes jouées MJ : Nombre de matchs joués MT : Matchs joués en tant que titulaire : but : passe décisive : joueur entré : joueur remplacé : capitaine : carton jaune : carton rouge |
| 26         | Francisco Conceição | 90       | -        | -        | -        | 5        | 1           | -              | 1        | 0        | Abréviations et symboles : TT : Total de minutes jouées MJ : Nombre de matchs joués MT : Matchs joués en tant que titulaire : but : passe décisive : joueur entré : joueur remplacé : capitaine : carton jaune : carton rouge |

| Buts | Joueurs             | Adversaires |
| ---- | ------------------- | ----------- |
| 1    | Francisco Conceição | Tchéquie    |
| 1    | Bruno Fernandes     | Turquie     |
| 1    | Bernardo Silva      | Turquie     |

| Passes | Joueurs           | Adversaires |
| ------ | ----------------- | ----------- |
| 1      | Cristiano Ronaldo | Turquie     |